# ТЕС Jaraqui
2°59′15″ пд. ш. 60°1′38″ зх. д. / 2.98750° пд. ш. 60.02722° зх. д.
ТЕС Jaraqui — теплова електростанція в Бразилії у штаті Амазонас. Є однією з багатьох ТЕС, які працюють чи працювали у розташованому в центрі Амазонії місті Манаус.
У 2006 році на майданчику станції ввели в експлуатацію 5 генераторних установок на основі двигунів внутрішнього згоряння MAN — трьох 18V48/60, одного 18V51/60 та одного 16V34/40 загальною потужністю 83 МВт.
В 2010-му станцію підсилили за рахунок 23 генераторних установок на основі двигунів внутрішнього згоряння General Electric Jenbaher 620-GS одиничною потужністю по 3,3 МВт, що довело загальну потужність ТЕС до 156,6 МВт.
Як паливо станція первісно споживала нафтопродукти, а після запуску в кінці 2000-х газопроводу Уруку – Коарі – Манаус перейшла на блакитне паливо.
Видача продукції відбувається по ЛЕП, розрахованій на роботу під напругою 69 кВ.
Станом на кінець 2010-х основним власником ТЕС із часткою 93,7 % є нафтогазовий гігант Petrobras, який, втім, оголосив про пошук покупця на цей актив.